# Двадесет и втори пехотен тракийски полк
Двадесет и втори пехотен тракийски полк е български полк.

## Формиране
Двадесет и втори тракийски полк е формиран под името Двадесет и втори пеши тракийски полк с указ №11 от 19 януари 1889 година. В състава му влизат от 3-та и4-а дружини на 10-и пеши родопски полк През септември 1891 година е преместен на гарнизон в Татар Пазарджик. На 16 октомври 1891 г. подполковник Иван Попов е назначен за командир на 17-и пехотен доростолски полк, а на неговото място за командир на полка е назначен подполковник Никола Фурнаджиев. На 16 ноември 1891 г. командира на полка подполковник Фурнаджиев е прикомандирован във Военното министерство (стопански отдел) за писмени занятия, а началника на отделението във Военното министерство (Генералния щаб) майор Стефан Ильев е командирован за командир на полка. На 16 март 1892 временно-командващия полка подполковник Ильев е назначен за началник-щаб на 4-та пехотна преславска дивизия.
През лятото на 1908 година цар Фердинанд поверява шефството на полка на Негово Височество херцог Карл Едуард Сакс-Кобург-Готски.

## Балкански войни (1912 – 1913)
През Балканската война (1912 – 1913) полкът се сражава при Трабатовище, Берово, Демир Хисар, Булаир, Султантепе. През Междусъюзническата война (1913) полкът води битки при Злетовската река, Брегалница, Гърляно и други. Особено жестоки са боевете при Душкова могила на кота 650, където съотношението е 1:2.5 в сръбска полза и полкът под командването на полк. Савов дава много жертви при овладяване на височината. От 2 – 6 юни 1913 г. в полкът избухва бунт против войната.

## Първа световна война (1915 – 1918)
Полкът взема участие в Първа световна война (1915 – 1918) в състава на 2-ра бригада от 7-а пехотна рилска дивизия.
При намесата във войната полкът разполага със следния числен състав, добитък, обоз и въоръжение:
| Числен състав                                       | Добитък             | Обоз                                 | Въоръжение                           |
| --------------------------------------------------- | ------------------- | ------------------------------------ | ------------------------------------ |
| Офицери: 47 Чиновници: 4 Подофицери и войници: 5598 | Коне: 850 Волове: 2 | Обикновени коли: 1 Товарни коли: 609 | Пушки и карабини: 4615 Картечници: 4 |

През 1915 година части на полка се сражават при Калиманското поле, Соничка глава и Плеслаб планина. От ноември водят битка срещу френски части при Мирзен, Безевище, а със сръбски части при Соничка глава. На следващата година води боеве при мостовете Орляк и Комариян и Долно и Горно Караджово срещу английски и френски части. На 19 април 1917 от четвъртите дружини на 22–ри, 37–и и 38–и пехотен полк се формира 86-ри пехотен полк.

## Между двете световни войни
На 1 декември 1920 година на основание заповед № 86 от 21 ноември 1920 г. по 7-а пехотна рилска двивизионна област и в изпълнение на клаузите на Ньойския мирен договор полкът е реорганизиран в 22-ра пехотна тракийска дружина. През 1925 година участва в акции по преследване на комунисти. През 1928 година полкът е отново формиран от частите на 22-ра пехотна тракийска дружина и 7-а пехотна допълваща част, но до 1938 година носи явното название дружина.
През ноември 1920 година при реорганизацията на българската войска организацията му преминава в дружинна, а през 1928 година отново е върнат като полк, но името му остава на дружина до 1938 година.

## Втора световна война (1941 – 1945)
През Втора световна война (1941 – 1945) полкът е на Прикриващия фронт (1941, 1943 – 1944). Взема участие в първата фаза на заключителния етап на войната в състава 7-а пехотна рилска дивизия, с която води боеве при Струмица.

## Наименования
През годините полкът носи различни имена според претърпените реорганизации:
- Двадесет и втори пеши тракийски полк (1889 – 892)
- Двадесет и втори пехотен тракийски полк (1892 – 1908)
- Двадесет и втори пехотен на Н.В. Херцог Карл Едуард Сакс-Кобург-Готски полк (1908 – 1920)
- Двадесет и втора пехотна тракийска дружина (1920 – 1928)
- Двадесет и втори пехотен тракийски полк (1928 – 1944)

## Командири
Званията са към датата на заемане на длъжността.
| № | звание       | име                | дати                                     |
| - | ------------ | ------------------ | ---------------------------------------- |
|   | Подполковник | Иван Попов         | до 16 октомври 1891                      |
|   | Подполковник | Никола Фурнаджиев  | от 16 октомври 1891                      |
|   | Майор        | Стефан Ильев       | 6 ноември 1891 – 16 март 1892 (временен) |
|   | Подполковник | Васил Делов        | 31 март 1892 – 26 януари 1893            |
|   | Подполковник | Димитър Кирков     | до 1894                                  |
|   | Подполковник | Православ Тенев    | 1899 – 1902                              |
|   | Подполковник | Михаил Петров      | от 25 януари 1903                        |
|   | Полковник    | Сава Савов         | 1910 – 1913                              |
|   | Полковник    | Дионисий Писинов   | 20 март 1914 – 10 септември 1915         |
|   | Подполковник | Александър Давидов | от август 1915                           |
|   | Подполковник | Стефан Сапунов     | към 1 октомври 1915                      |
|   | Подполковник | Георги Сапов       | от 1916                                  |
|   | Полковник    | Стефан Сапунов     | през 1917                                |
|   | Подполковник | Петър Динолов      | Първа световна война                     |
|   | Полковник    | Атанас Христов     | през 1918                                |
|   | Полковник    | Стефан Коевски     | към 10 юни 1919                          |
|   | Подполковник | Никола Цонев       | до 1920                                  |
|   | Подполковник | Георги Тановски    | 1924 – 1928                              |
|   | Полковник    | Захари Доспевски   | 1934                                     |
|   | Подполковник | Петър Павлов       | 1935 – 1936?                             |
|   | Подполковник | Стефан Попниколаев | 1936 – 1939?                             |
|   | Полковник    | Трифон Трифонов    | 1939 – 1940?                             |
|   | Полковник    | Кирил Янчулев      | 1940 – 1940                              |
|   | Полковник    | Кирил Валявичарски | 1940 – 1943                              |
|   | Подполковник | Борис Белчов       | до 1 ноември 1944                        |
|   | Подполковник | Борис Влахов       | от 1 ноември 1944                        |
|   | Полковник    | Добри Янминчев     | 1945 – 1946?                             |

## Личности
- На 2 октомври 1916 загива командира на 5-а рота от полка – поручик Димчо Дебелянов.
- Александър Миленков – художник, служи по време на Първата световна война.[8]